# Cleptometopus fuscosignatus
Cleptometopus fuscosignatus là một loài bọ cánh cứng trong họ Cerambycidae.